# Ve jménu…
Ve jménu… (v originále W imię…) je polský hraný film z roku 2013, který režírovala Małgorzata Szumowska podle vlastního scénáře. Film zachycuje vnitřní rozpolcenost venkovského římskokatolického faráře, který žije jako  nevyoutovaný gay. Snímek  měl světovou premiéru na Mezinárodním filmovém festivalu Berlinale 8. února 2013 a v ČR byl uveden téhož roku na filmovém festivalu Mezipatra.

## Děj
Farář Adam krátce působí v malé farnosti na polském venkově, kam byl přeložen z Varšavy. Věnuje se práci s problémovou mládeží – spolu s učitelem Michalem má na starosti skupinu mladíků z polepšovny, kteří mají výpomoc na stavbě jako formu trestu. Adam působí jako moderně smýšlející kněz – po večerech trénuje vytrvalostní běh, v civilu nosí moderní „značkové“ oblečení, hraje fotbal. Na faru k němu občas dochází sousedka Ewa, která se s manželem Michalem přistěhovala z města a na vesnici se nudí. Chce Adama svést. Do skupiny adolescentů nezapadl mlčenlivý Lukasz, který je žhář. K Adamovi si vytvoří silnější pouto. Jednou při zpovědi se Adamovi jeden z mladíků, Gajo svěří, že měl sexuální styk s jiným klukem a má kvůli svému počínání větší strach z reakce ostatních než z Boha. Adam mu jako pokání uloží hodinu večerního běhu. Adam nechtěně jednoho večera zpozoruje, že Gajo a Adrian mají pohlavní styk. To v něm probudí potlačovaný problém s alkoholismem a depresi. Gajo následně spáchá sebevraždu. Michal si všímá, že Adam se ke klukům chová příliš vstřícně a napíše dopis biskupovi. Na audienci mu biskup vysvětlí, že Adam má v práci s mládeží dobré výsledky, ale že jeho činnost bude podrobena zkoumání. Adam hovoří přes Skype se svou sestrou žijící v Torontu a svěří se jí, že je gay. Ona mu nevěří a považuje jeho povídání jen za opilecké blábolení. Adam je přeložen na farnost do nedaleké vesnice. Lukasz se za ním vydá.
Film obsahuje několik náboženských symbolických motivů – farář se jmenuje Adam a Ewa je sousedka, která se ho snaží svést, Adam má kolem sebe, tak jako Ježíš, skupinu „učedníků“, nebo omývání nohou poraněného Lukasze.

## Obsazení
| Andrzej Chyra         | farář Adam      |
| Mateusz Kosciukiewicz | Lukasz          |
| Lukasz Simlat         | Michal          |
| Maja Ostaszewska      | Ewa             |
| Maria Maj             | Lukaszova matka |
| Tomasz Schuchardt     | Adrian          |
| Kamil Adamowicz       | Rudy            |
| Mateusz Gajko         | Gajo            |
| Jakub Gentek          | Koko            |
| Daniel Swiderski      | Babun           |
| Mateusz Malczewski    | Mateusz         |
| Krystian Poniatowski  | Itan            |
| Kacper Sztachanski    | Sztacha         |
| Kamil Konopko         | Kamil           |
| Olgierd Łukaszewicz   | biskup          |

## Ocenění
- Berlinale: Teddy Award pro nejlepší film; nominace na Zlatého medvěda
- Chéries-Chéris: cena poroty